# Dharmapuri
Dharmapuri är en stad i den indiska delstaten Tamil Nadu, och är huvudort för ett distrikt med samma namn. Folkmängden uppgick till 68 619 inånare vid folkräkningen 2011.